# 順天邨
22°19′34″N 114°13′34″E / 22.3261°N 114.2262°E
順天邨（英語：Shun Tin Estate）是香港的一個公共屋邨，位於香港九龍觀塘區，在1981年入伙，由香港房屋委員會管理。順天邨與毗鄰的順利邨、順安邨、順緻苑合稱「四順」。

## 歷史
香港房屋委員會將四順於1975年在觀塘以北興建順天邨，包括11幢住宅樓宇大廈、可容納1750人的興建共11幢樓約20層高、可容納1090人的大廈。並分三期興建，第一至第二期興建的屋邨是8幢為19、21-24層高的工字型或雙塔式大廈（原政府廉租屋邨標準）及8幢為19、21-24層高的建築物；第三期初期的計劃是興建3幢26層高的單座工字型大廈或是2座34層高的Y2型大廈，後期的計劃是興建3幢同樣27層高的相連長型第一型至第二型大廈（原政府廉租屋邨標準）及1幢7層高的大廈。後來為進一步達致更佳的管理，房委會分別公屋或居屋於1979年起將四順邨分拆，並命名為順天邨、順安邨、順利邨及順緻苑等。
本邨是受重建秀茂坪邨影響，慈雲山邨徙置區居民其中一條原區安置的公共屋邨，當中天暉樓、天榮樓及天樂樓便是因此而加建，此批大廈亦為四順最新落成的公屋大廈。

## 屋邨資料

### 樓宇

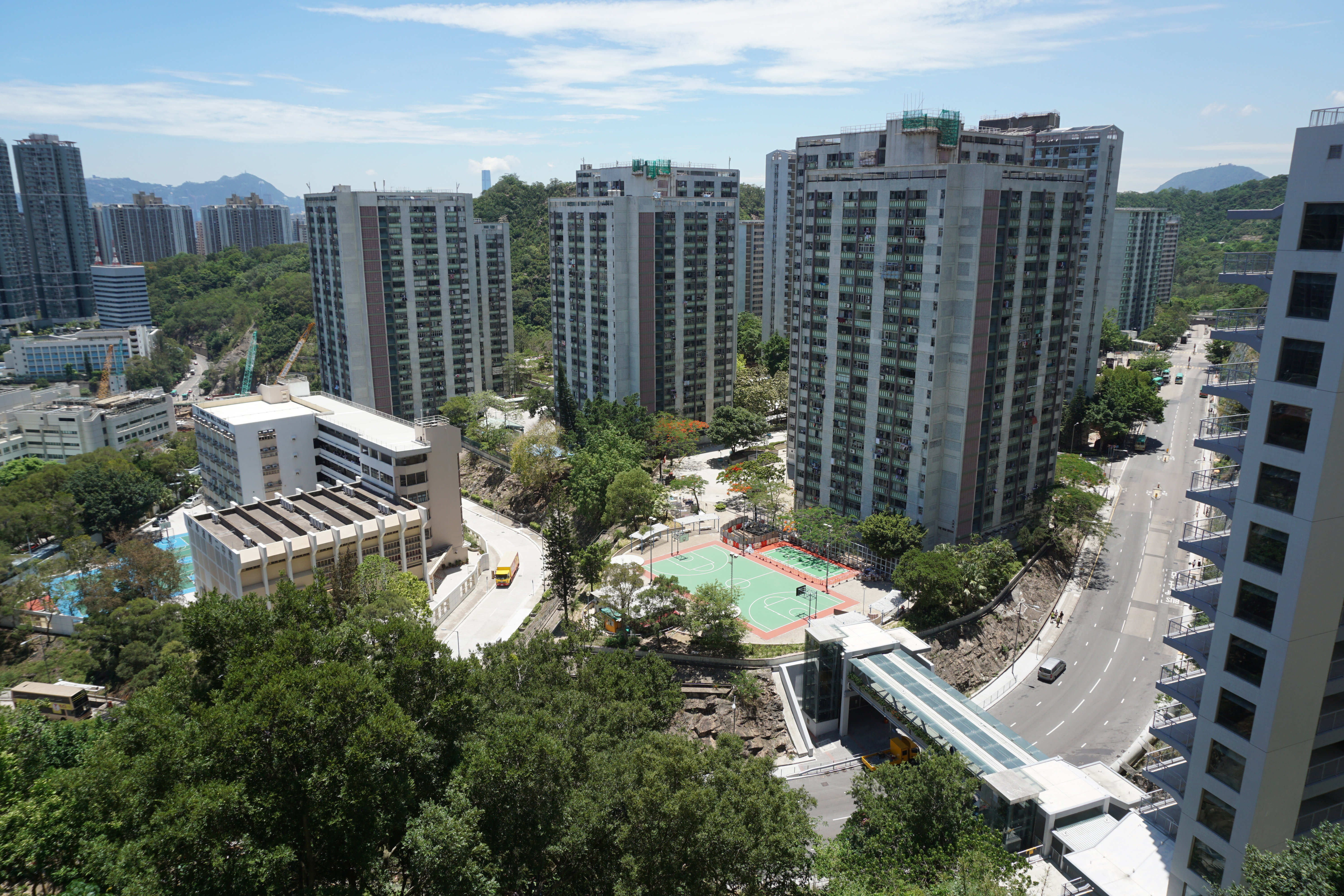
順天邨東面、籃球及羽毛球場

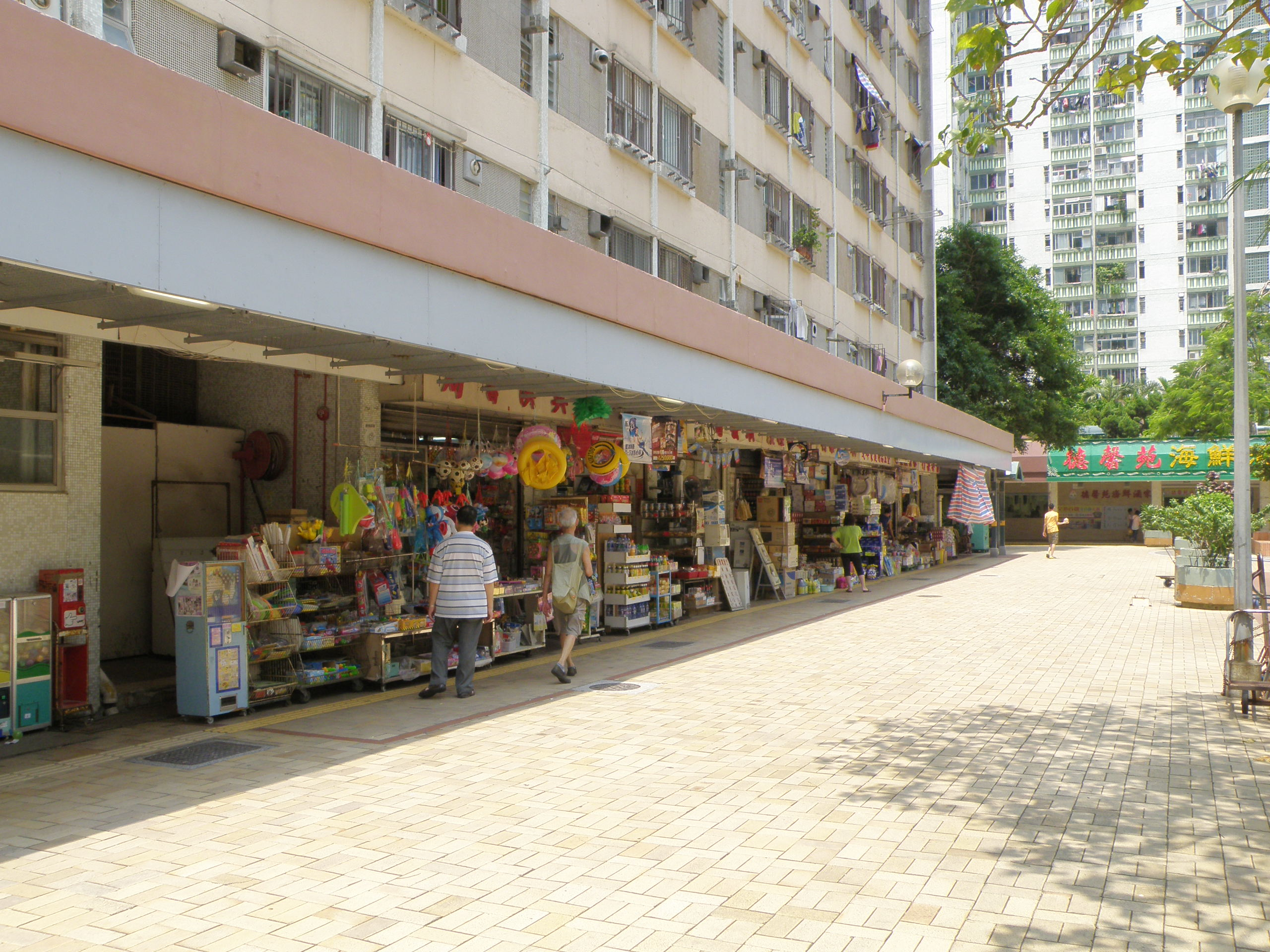
天權樓地舖及酒家

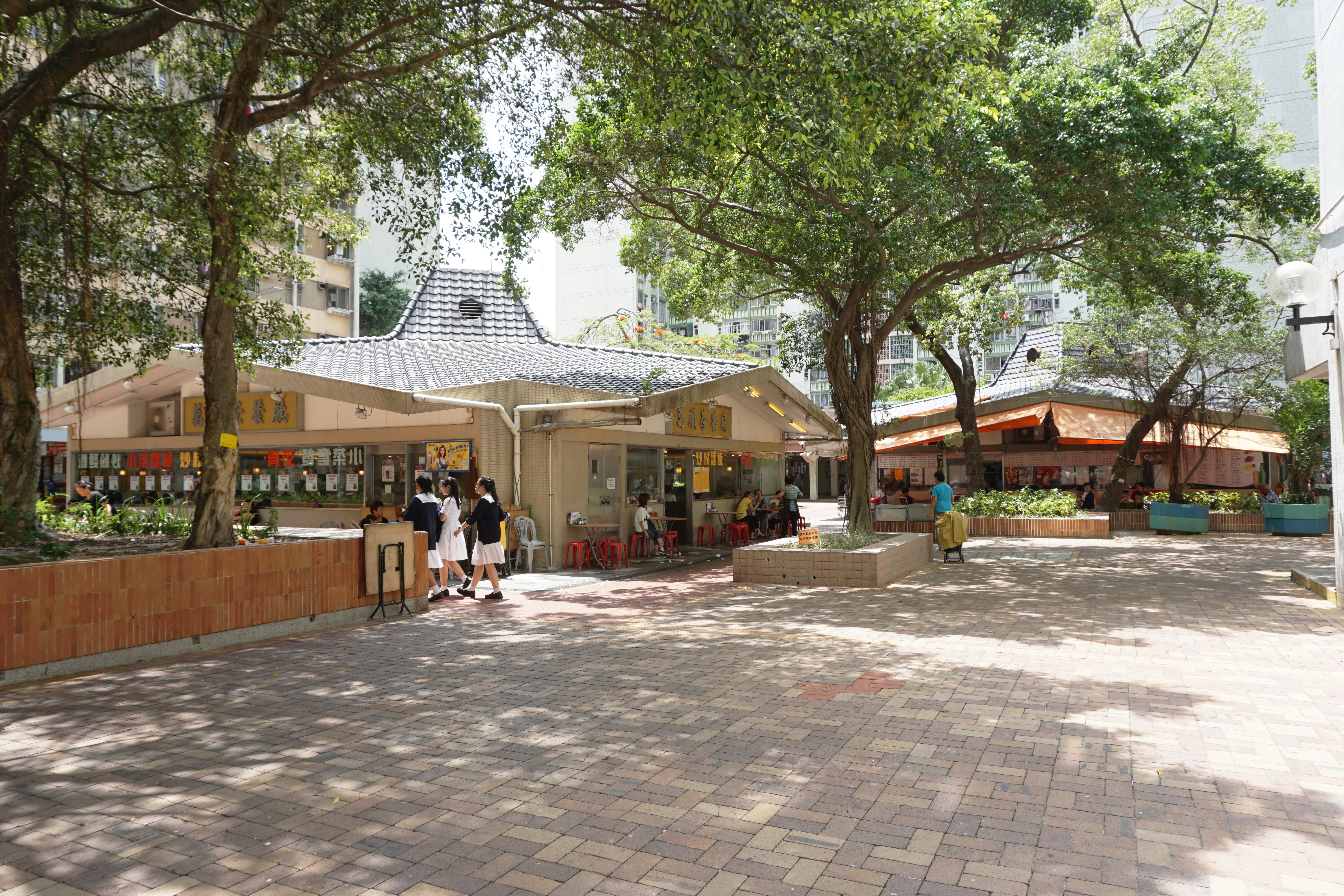
冬菇亭餐廳

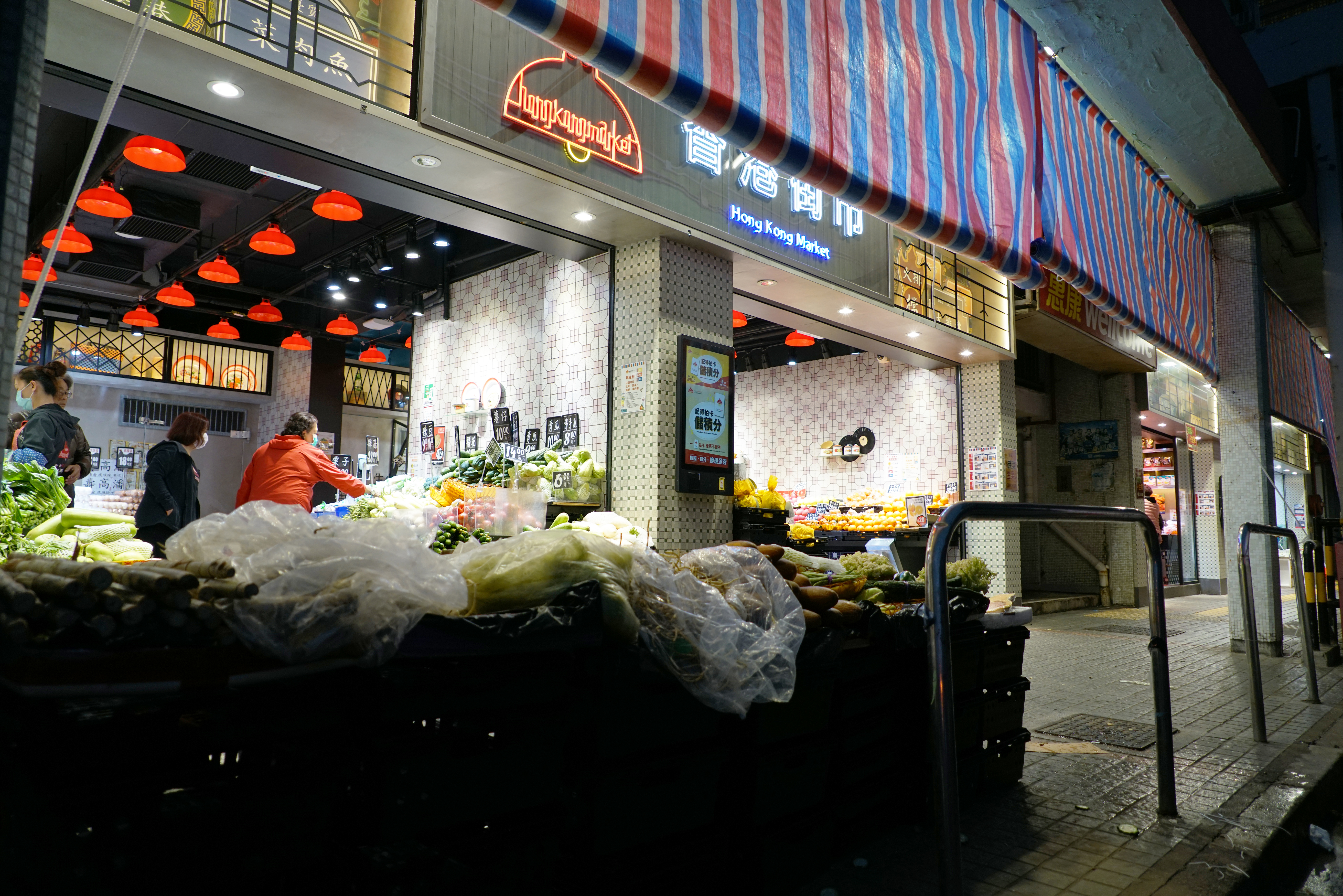
重置後的順天街市菜、水果及糧油雜貨檔(已於2024年5月結業)

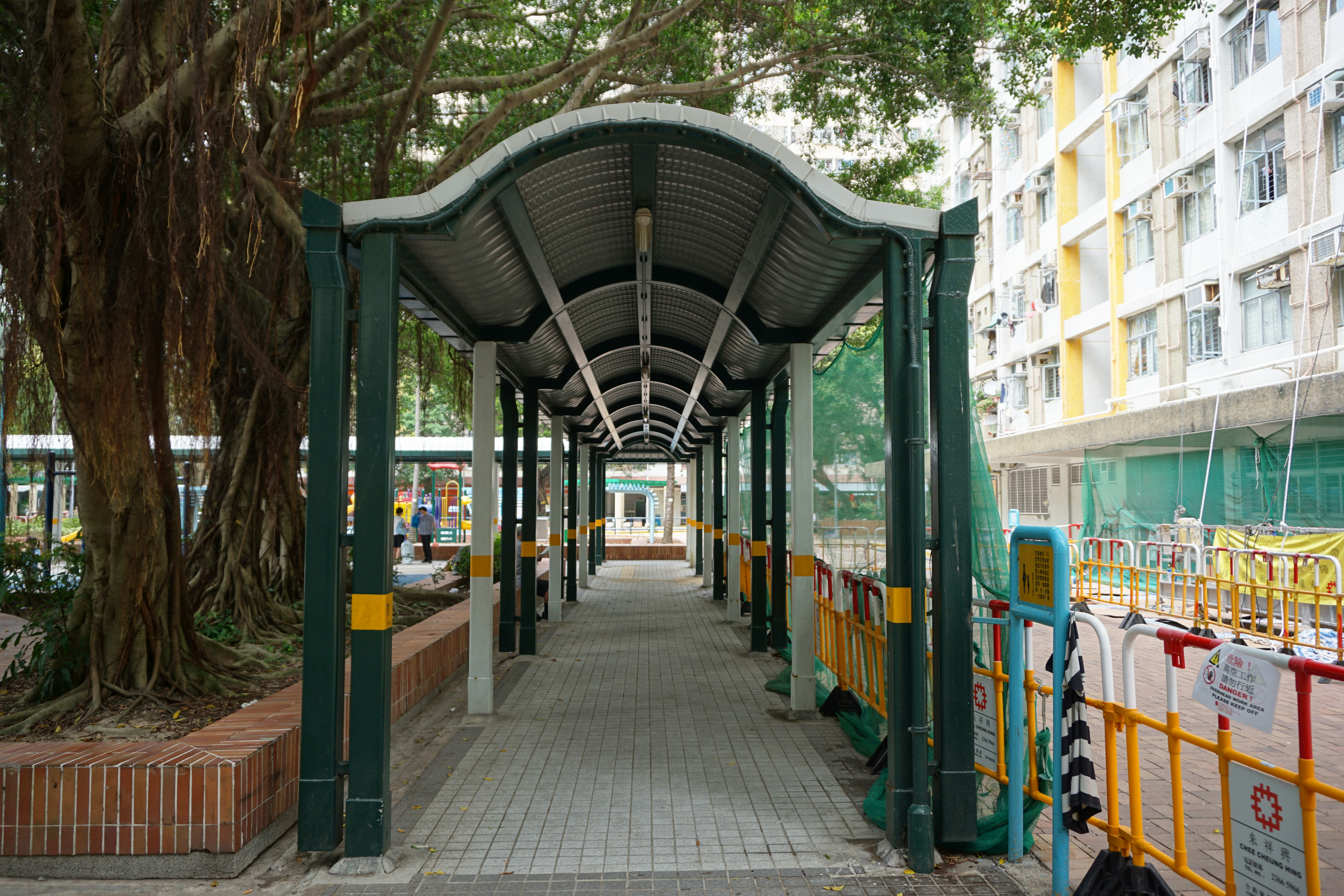
有蓋行人通道

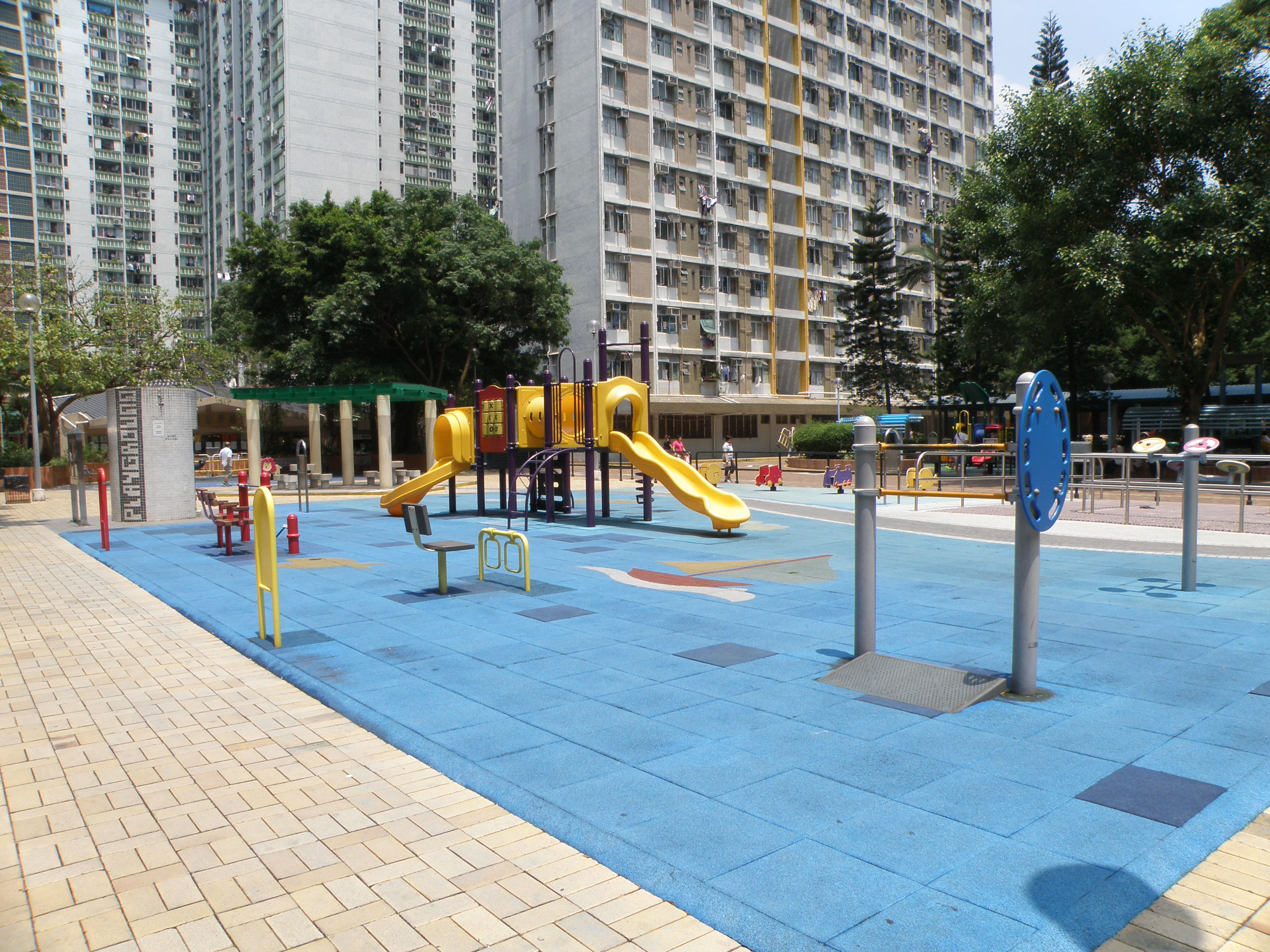
兒童遊樂場、健體區及卵石路步行徑

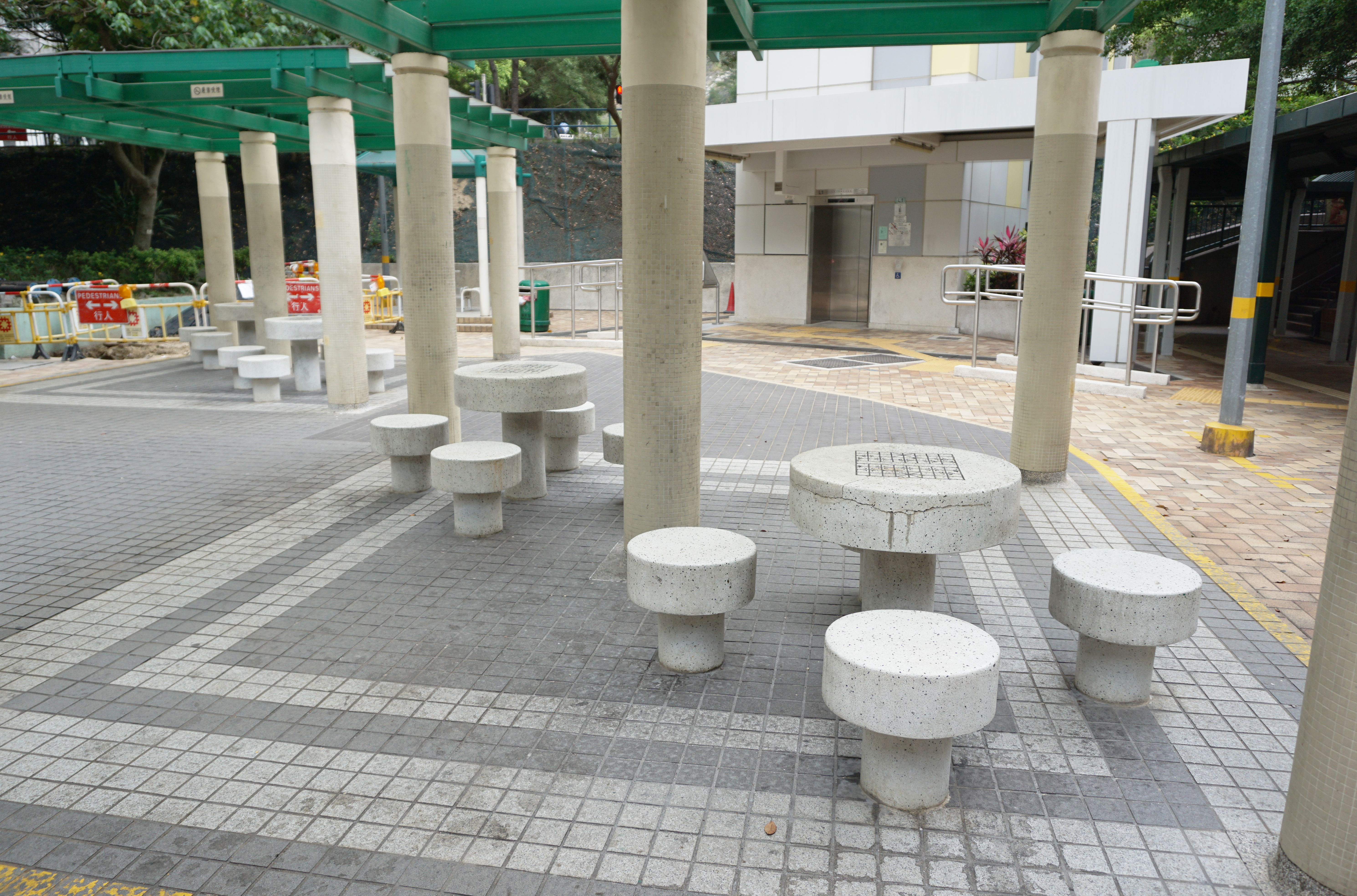
棋藝區（後方有升降機可前往順天巴士總站）

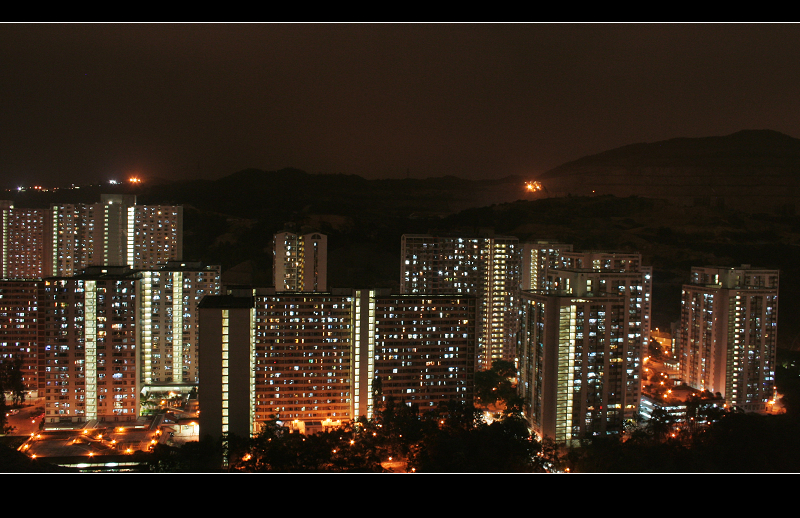
順天邨夜景

| 樓宇名稱 | 樓宇類型                           | 落成年份 | 層數                                    | 每層伙數                                    | 每座單位總數（伙） | 建築師       | 承建商   | 提供升降機的廠商 （翻新前） | 提供升降機的廠商 （翻新後） | 期數 |
| -------- | ---------------------------------- | -------- | --------------------------------------- | ------------------------------------------- | ------------------ | ------------ | -------- | --------------------------- | --------------------------- | ---- |
| 天衡樓   | 舊長型 （中央走廊式，連接I+連接F） | 1981年   | 18                                      | 60                                          | 1080               | 房屋署建築師 | 德榮建築 | 乘賓 （Sabiem）             | 星瑪                        | 1    |
| 天權樓   | 舊長型 （中央走廊式，連接I+連接F） | 1981年   | 18                                      | 56（2樓） 60（3-18樓）                      | 1076               | 房屋署建築師 | 德榮建築 | 乘賓 （Sabiem）             | 星瑪                        | 1    |
| 天璣樓   | 雙連座 I 型                        | 1981年   | 21                                      | 27                                          | 567                | 房屋署建築師 | 德榮建築 | 乘賓 （Sabiem）             | 星瑪                        | 1    |
| 天瑤樓   | 雙連座 I 型                        | 1981年   | 21                                      | 27                                          | 567                | 房屋署建築師 | 德榮建築 | 乘賓 （Sabiem）             | 星瑪                        | 1    |
| 天琴樓   | 雙塔式                             | 1982年   | 21-24 （高座：1-24樓） （低座：1-21樓） | 17（LG1-22樓） 34（LG1-19樓） 17（20-22樓） | 737                | 房屋署建築師 | 均利建築 | 快高靈 （Falconi）          | 奧的斯                      | 2    |
| 天柱樓   | 雙塔式                             | 1983年   | 21-24 （高座：2-24樓） （低座：2-21樓） | 34（2-21樓） 17（22-24樓）                  | 731                | 房屋署建築師 | 均利建築 | 快高靈 （Falconi）          | 奧的斯                      | 2    |
| 天池樓   | 雙塔式                             | 1983年   | 21-24 （高座：2-24樓） （低座：2-21樓） | 34（2-21樓） 17（22-24樓）                  | 731                | 房屋署建築師 | 均利建築 | 快高靈 （Falconi）          | 奧的斯                      | 2    |
| 天韻樓   | 雙塔式                             | 1984年   | 21-24 （高座：2-24樓） （低座：2-21樓） | 34（2-21樓） 17（22-24樓）                  | 731                | 房屋署建築師 | 有成建築 | 快高靈 （Falconi）          | 奧的斯                      | 3    |
| 天暉樓   | 相連長型一型                       | 1989年   | 25（3-27樓）                            | 14                                          | 1074               | 房屋署建築師 | 均利建築 | 乘賓 （Sabiem）             | 通力                        | 4    |
| 天榮樓   | 相連長型一型                       | 1989年   | 25（3-27樓）                            | 14                                          | 1074               | 房屋署建築師 | 均利建築 | 乘賓 （Sabiem）             | 通力                        | 4    |
| 天樂樓   | 相連長型一型                       | 1989年   | 25（3-27樓）                            | 14                                          | 1074               | 房屋署建築師 | 均利建築 | 乘賓 （Sabiem）             | 通力                        | 4    |

### 相片集

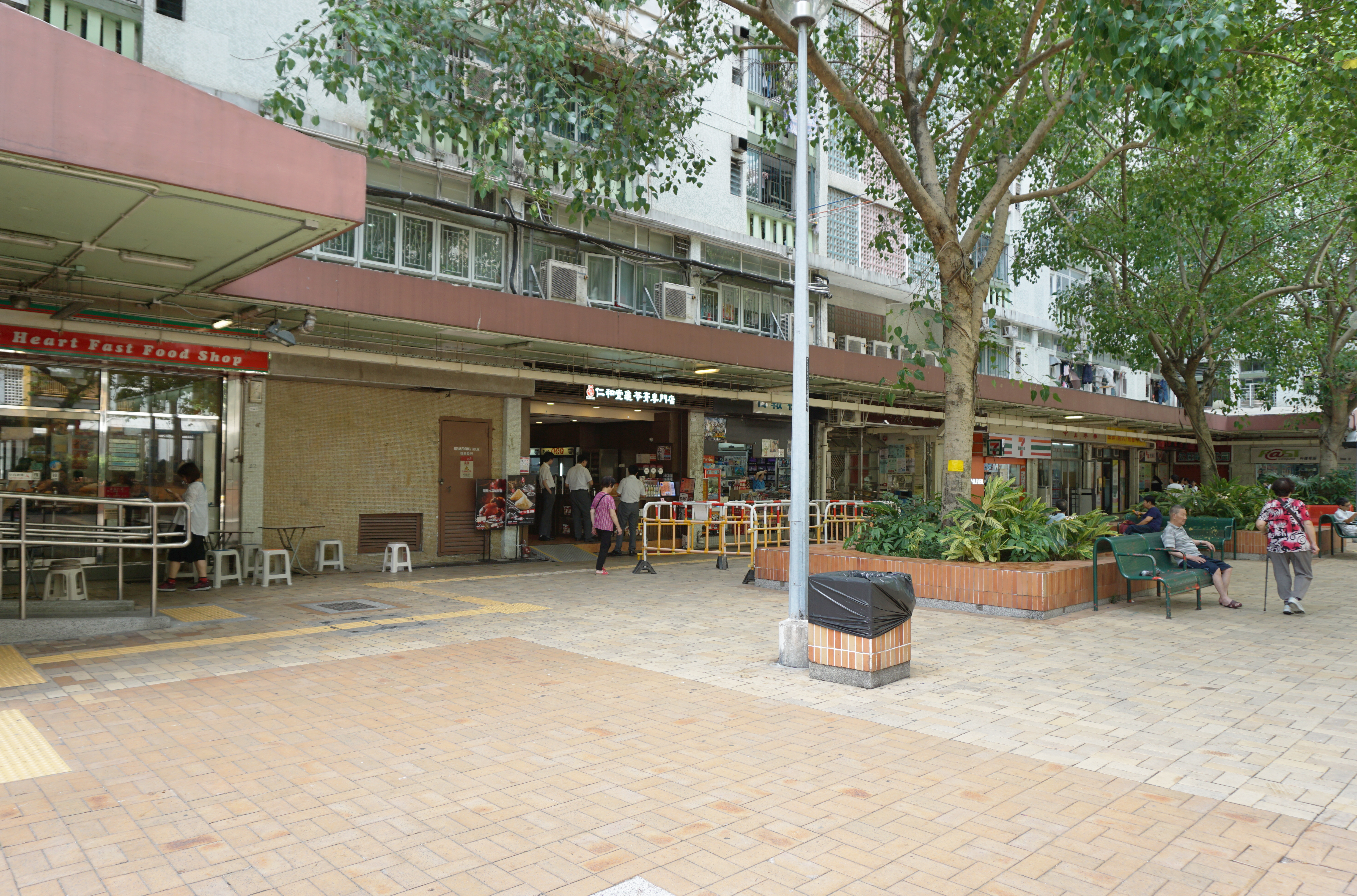
天瑤樓商舖
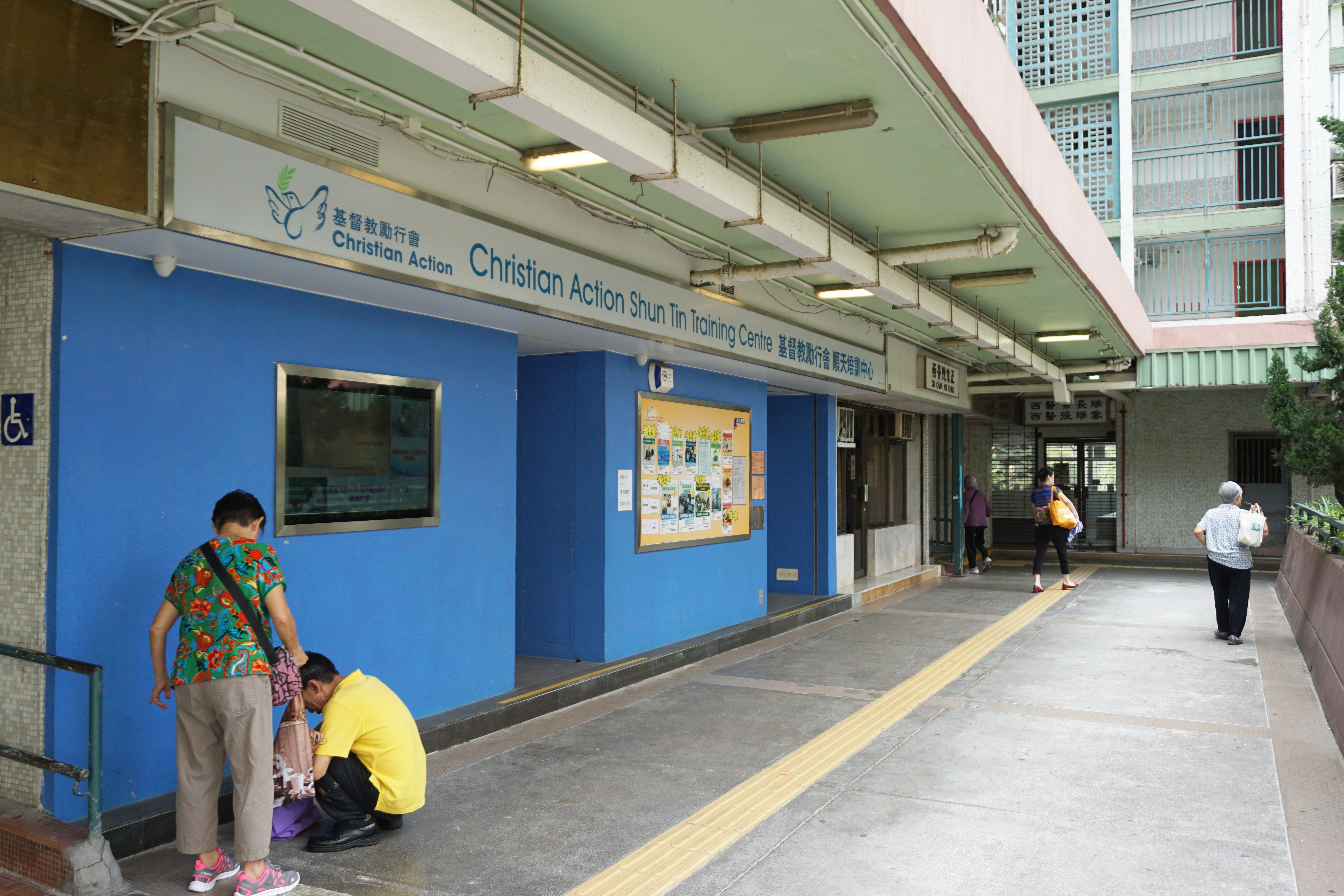
天璣樓商舖
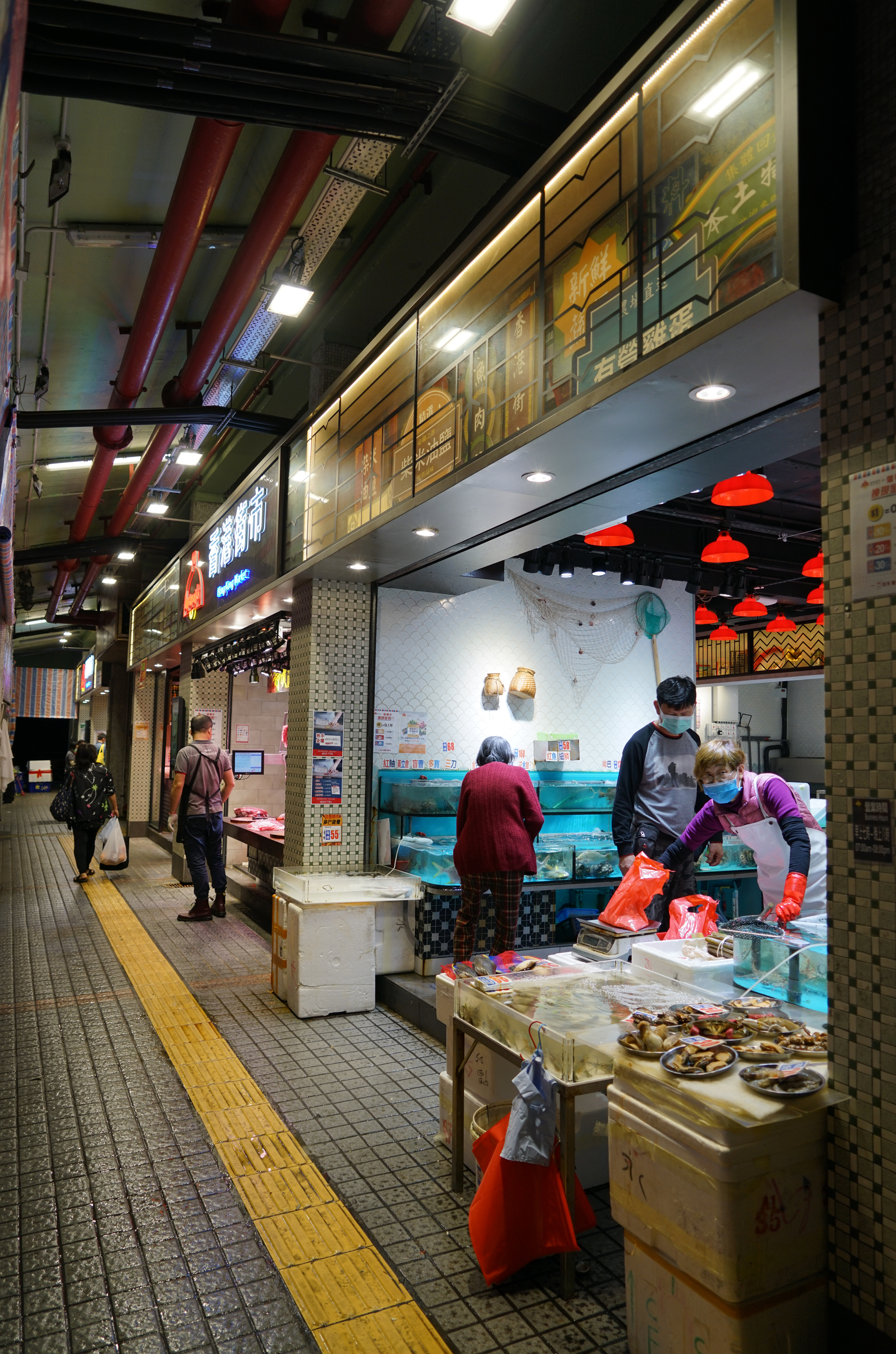
重置後的順天街市肉及魚檔(已結業)
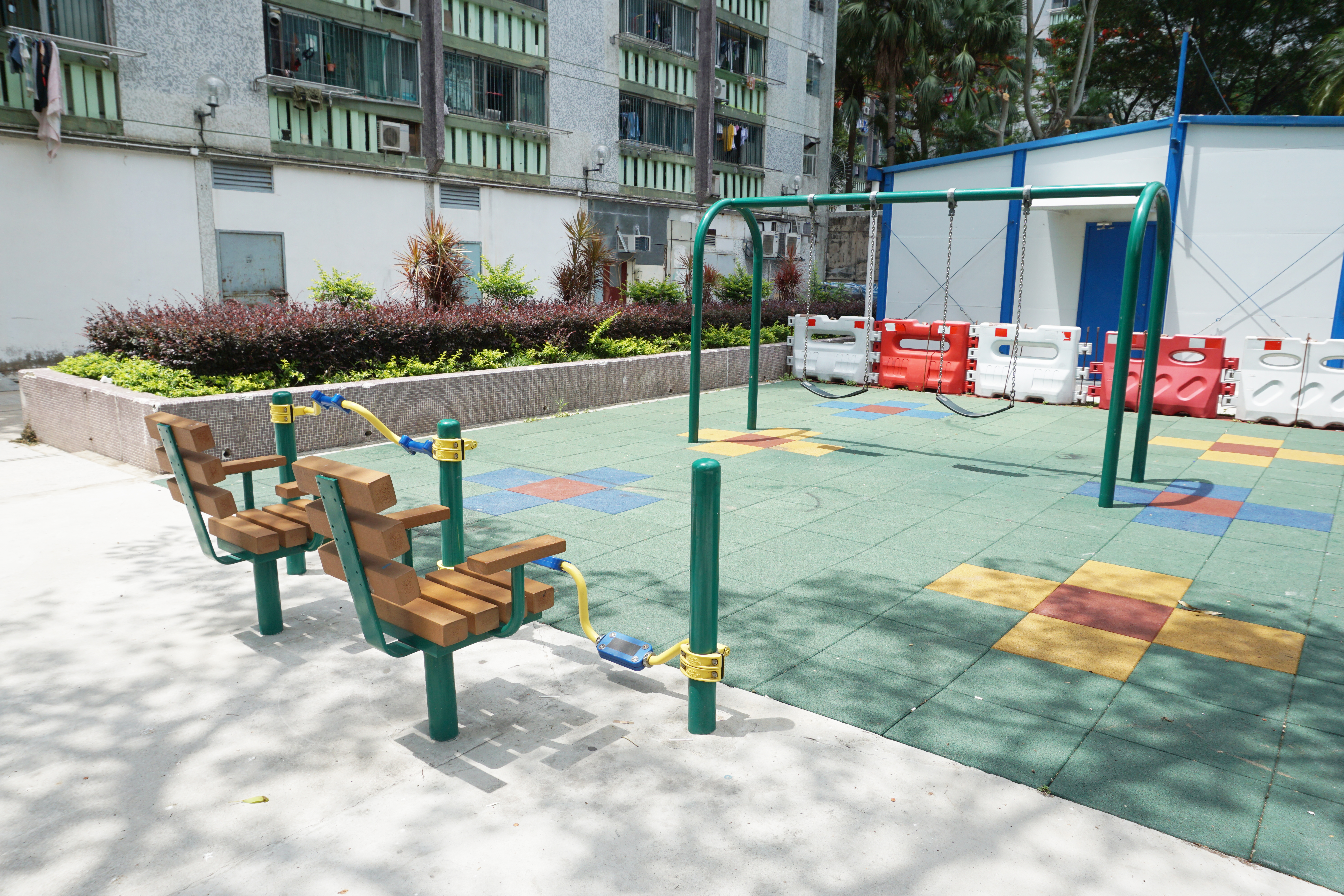
手腳伸展器及秋千
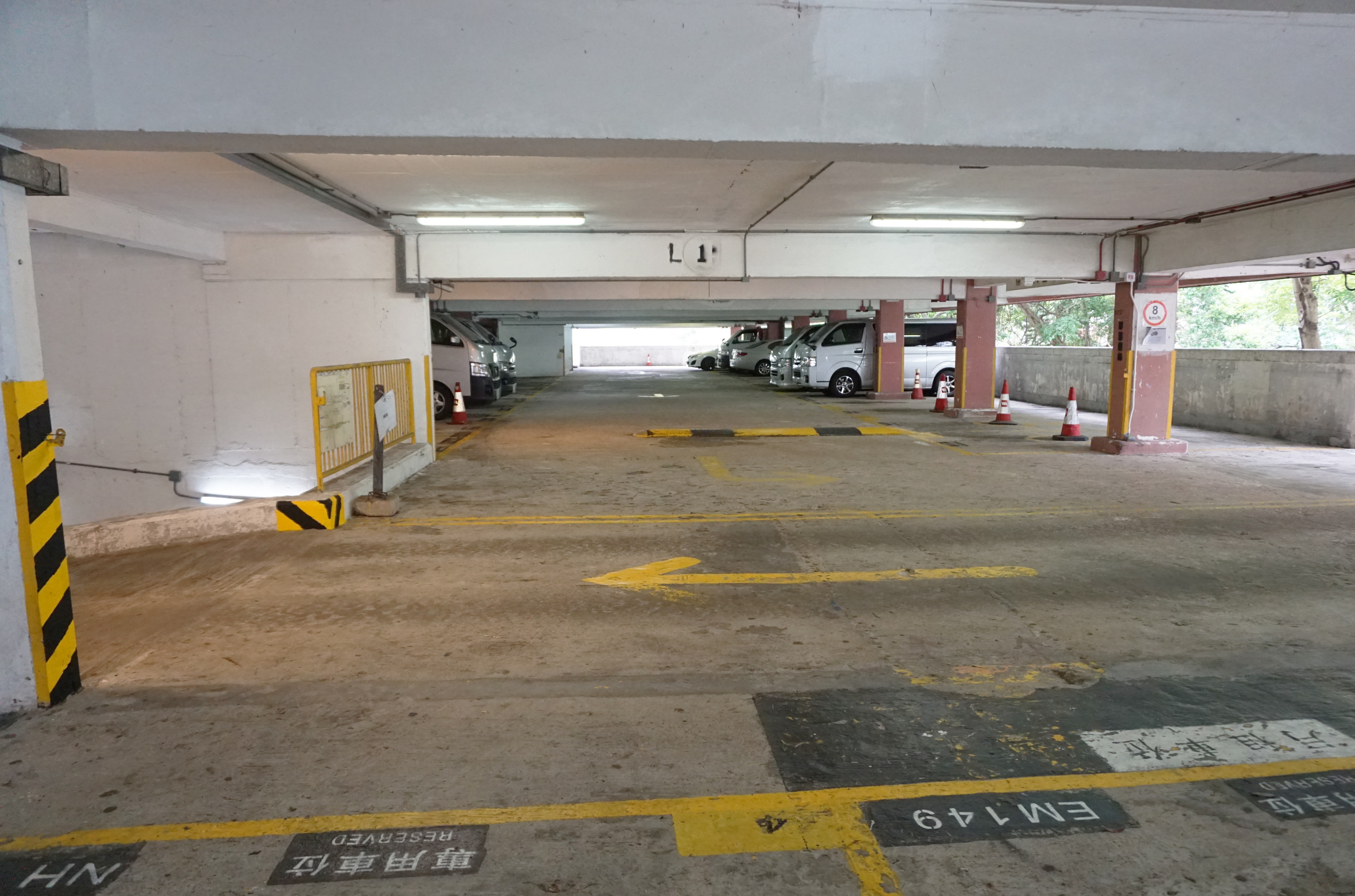
停車場
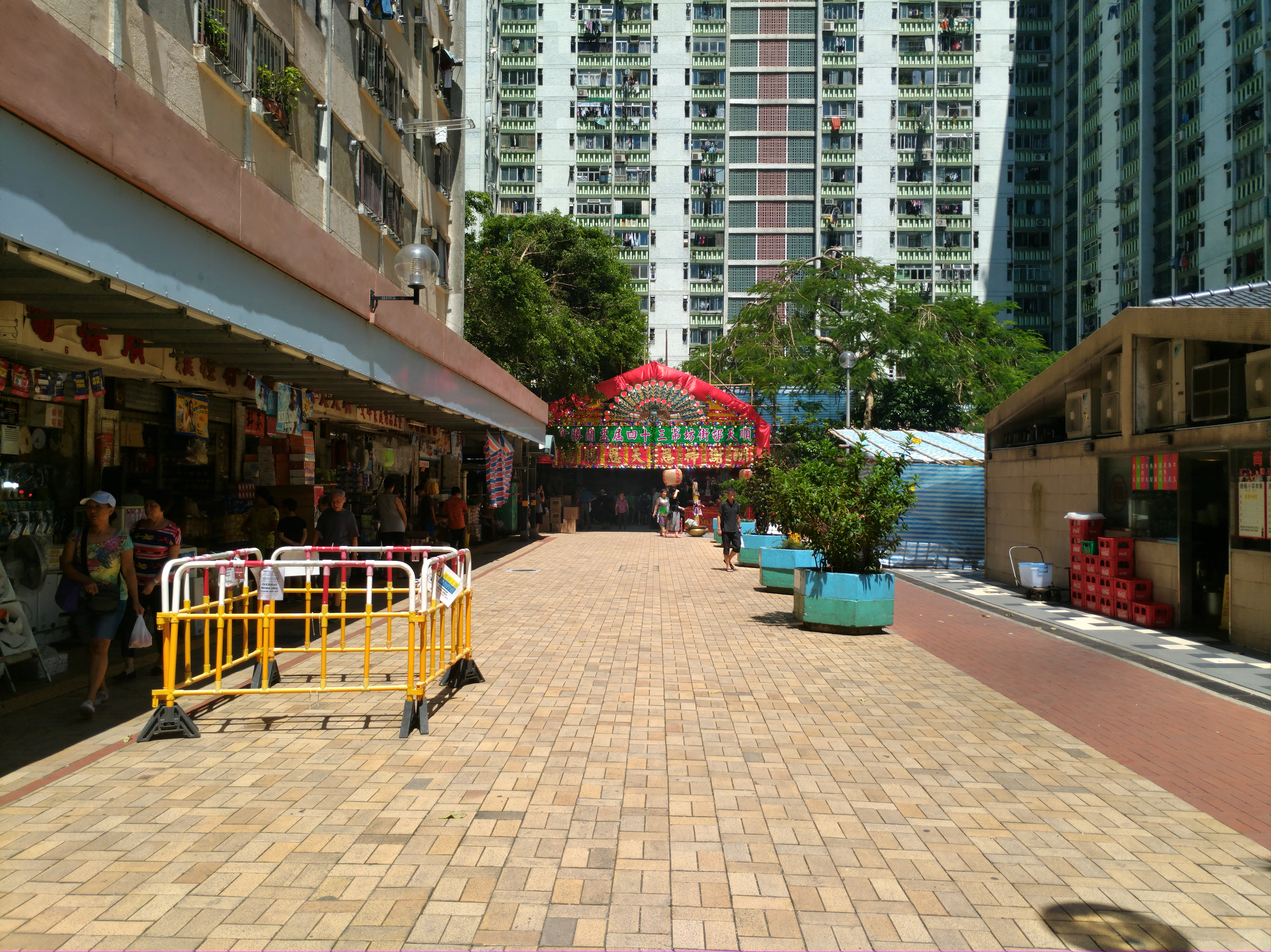
順天邨盂蘭盛會
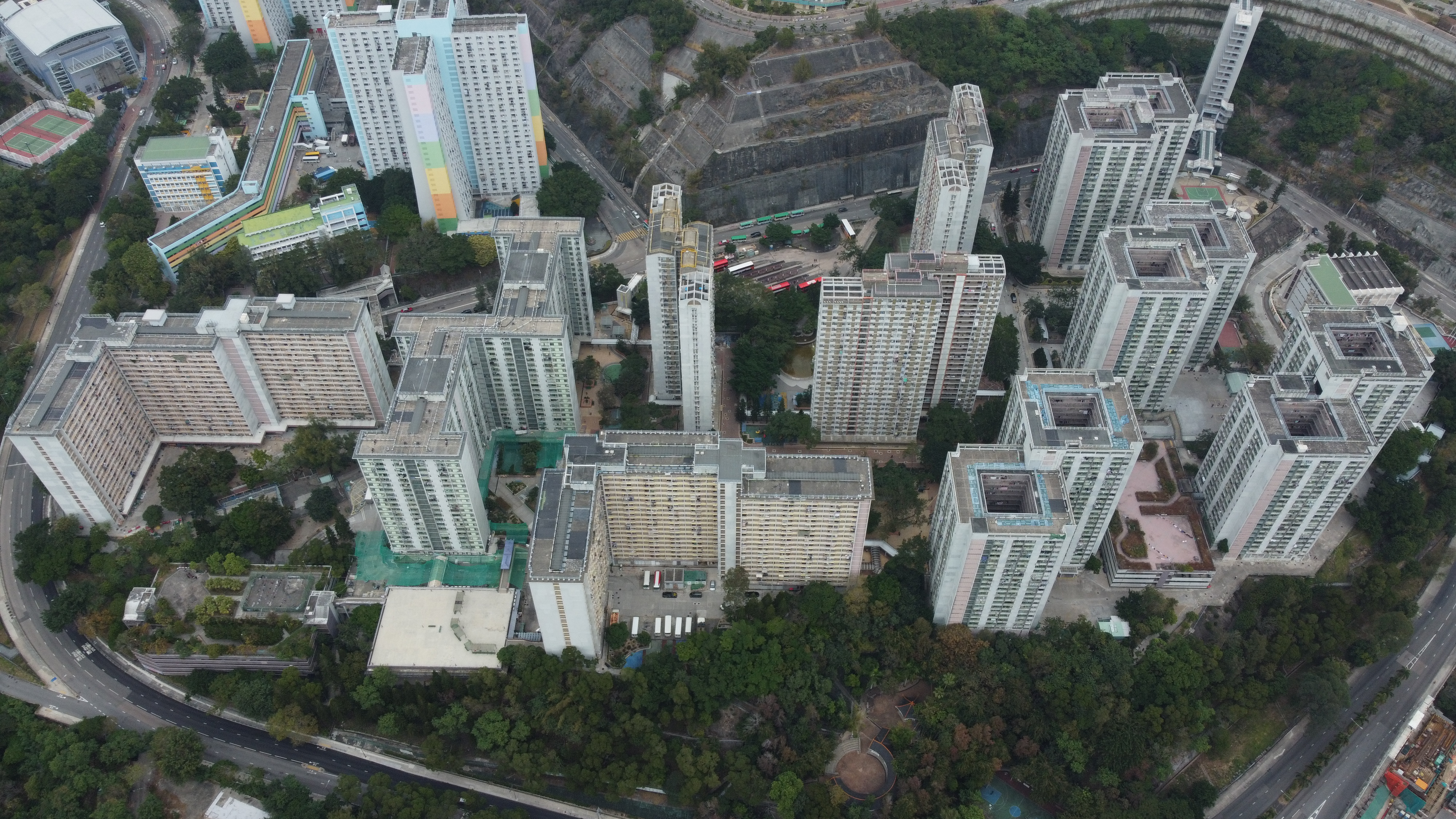
空中角度的順天邨

| 重建前的順天街市                                                 |
| ---------------------------------------------------------------- |
| - 藥房及菜檔 - 蛋及肉檔 - 鈒骨改衣店、香燭祭品店、中醫館及燒味檔 |

## 教育及福利設施

### 中學
- 寧波第二中學

### 幼兒園
- 禮賢會順天幼兒園  （1985年創辦）（位於天韻樓低座地下）

已結束/遷出
- 慕光順天幼稚園
- 樂善堂幼稚園（1982年創辦，2017年遷往水泉澳邨，並易名「樂善堂李賢義幼稚園」）

### 進修中心
- 明愛順天進修中心（位於天池樓）

### 綜合青少年服務中心
- 基督教家庭服務中心 賽馬會跳躍青年坊 （位於天柱樓地下）

### 長者中心
- 仁愛堂歐雪明腦伴同行中心  （位於天瑤樓平台201號舖）

- 鐘聲慈善社 方王換娣長者鄰舍中心  （位於天瑤樓地下）

### 安老院
- 九龍婦女福利會黃張見紀念老人之家（位於天衡樓2樓）
- 康達護老中心（位於前順天街市）[5]

## 事件及軼事

### 中電第100萬名用戶
1982年6月，順天邨一名黃姓居民及其妻兒，獲中華電力送贈紀念牌匾及錄影機，以慶祝其成為中電第100萬名電力用戶。

### 「最邪凶宅」
根據香港房屋委員會「特快公屋編配計劃」資料，順天邨天琴樓2114室，單位內全部住客都在半年內相繼去世，因此被稱為「公屋最邪凶宅」。

### 天池樓毒蛋糕倫常慘案
1990年5月7日，天池樓一單位女主人懷疑丈夫有外遇，用毒蛋糕殺死自己包二奶的丈夫及3名兒子，男戶主的生殖器官更被人用利器剪去一截，再掉進抽水馬桶內沖走，女戶主事後被判入小欖精神病中心監禁2年，是自1982年少數對同類案件不作出終身監禁的裁決之一。

### 天權樓萬順茶餐廳兇殺命案
2015年10月10日，一名中年男子黃文權（58歲）在茶餐廳飲奶茶時期間要再加糖，被指將「舔完」試味的私匙，插落公用糖罐舀沙糖，同枱一名貨車男司機不滿要食其「口水尾」，雙方發生爭執。司機供稱離開茶餐廳後被對方先動手攻撃，碰撞期間「奶茶叔」因失平衡倒地導致腦部大量出血，昏迷數月後身亡。2021年8月19日，死因裁判庭陪審團一致裁定上訴人誤殺罪案罪名不成立，死者死於自然。

### 2022年3月圍封強制檢測
- 天璣樓 (2022年3月7至8日)：232宗個案
- 天瑤樓 (2022年3月8至9日)：319宗個案

## 外部連結
- 房委會物業位置及資料 順天邨 （页面存档备份，存于）